# Chlorochaeta equatorialis
Chlorochaeta equatorialis är en fjärilsart som beskrevs av Debauche 1941. Chlorochaeta equatorialis ingår i släktet Chlorochaeta och familjen mätare. Inga underarter finns listade i Catalogue of Life.